# Gerard van Reninge
Gerard van Reninge (graafschap Vlaanderen, eind 13e eeuw – waarschijnlijk Metz, 25 januari 1302) was graaf-bisschop van Metz van 1297-1302. Hij versterkte de Vlaamse invloed in het prinsbisdom Metz na zijn voorgangers Jan II van Vlaanderen en Burchard II van Avesnes. Verkeerdelijk wordt Gerard geciteerd als afkomstig van Relanges, in de Vogezen.

## Levensloop

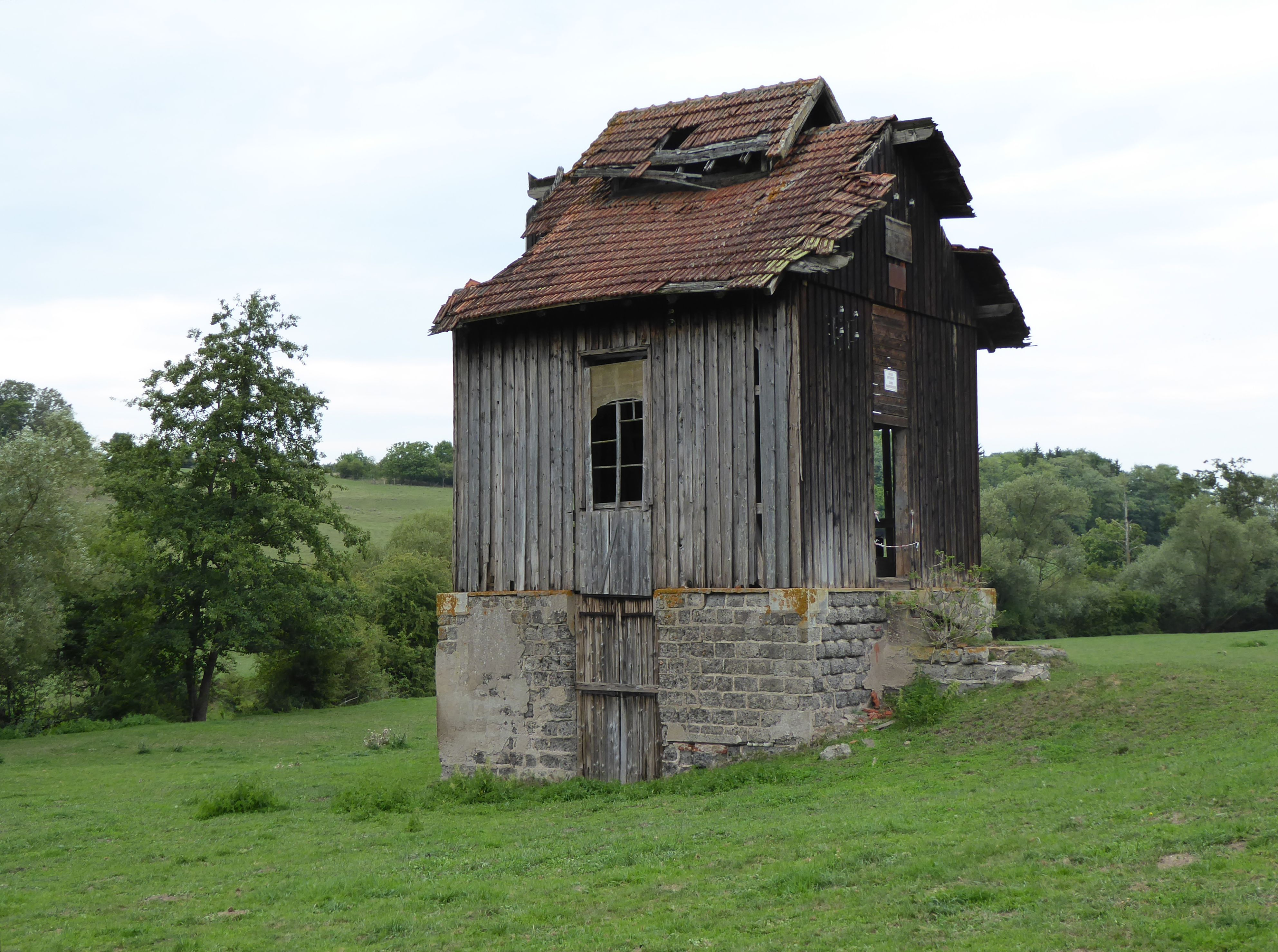
Voorbeeld van een oude Franse zoutmijn

Gerard groeide op in Ieper of Reninge in het graafschap Vlaanderen. Hij was de zoon van Jan, heer van Ieper; zijn moeder is onbekend. Gerard ging voor een kerkelijke carrière. Hij werd aartsdiaken voor het aartsdiakonaat Brabant van het bisdom Kamerijk. 
Het kapittel van Metz verkoos 2 bisschoppen om de overleden Burchard II van Avesnes op te volgen: het ging om Ferry van Lotharingen, zoon van de hertog van Lotharingen en Thiebaut, zoon van de graaf van Bar. Het kapittel geraakte er niet uit wie van de 2 kandidaten het zou worden. Paus Bonifatius VIII hakte de knoop door. Hij zette de lijn van de 2 voorgaande Vlaamse bisschoppen van Metz door; zelf was de paus een tegenstander van de Franse koning Filips IV de Schone. Op bevel van Bonifatius VIII verliet Gerard het bisdom Kamerijk en trok naar Metz als de nieuwe bisschop (1297). In 1298 ontving hij de wereldlijke regalia (als graaf van Metz) van keizer Adolf van Nassau en nogmaals in 1299 van keizer Albrecht I van Oostenrijk. 
Het beleid van prins-bisschop Gerard was gekenmerkt door een goede verstandhouding zowel met het graafschap Bar als met het hertogdom Lotharingen. Gerard hield zich, binnen zijn prinsbisdom, bezig met het opkopen van zoutontginningen.
Gerard stierf in 1302, waarschijnlijk in Metz zelf. Zijn graf bevindt zich in de Nicolaaskapel van de kathedraal van Metz.